# Istocheta
Istocheta là một chi ruồi trong họ Tachinidae.

## Các loài
- Istocheta adrufipes (Borisova, 1964)[14]
- Istocheta aldrichi (Mesnil, 1953)[15]
- Istocheta altaica (Borisova, 1963)[10]
- Istocheta amita (Borisova, 1965)[16]
- Istocheta barbata (Mesnil, 1961)[17]
- Istocheta cinerea (Macquart, 1851)[18]
- Istocheta ectinohopliae (Borisova, 1963)[10]
- Istocheta hemichaeta (Brauer & von Berganstamm, 1889)[11]
- Istocheta incisor Tschorsnig, 2011[19]
- Istocheta longicornis (Fallén, 1810)[20]
- Istocheta luteiceps (Mesnil, 1963)[21]
- Istocheta maladerivora (Borisova, 1963)[10]
- Istocheta melliculus Richter, 1995
- Istocheta mesnil (Borisova, 1964)[14]
- Istocheta nyctia (Borisova, 1966)[22]
- Istocheta polyphyllae (Villeneuve, 1917)
- Istocheta rhombonicis (Borisova, 1963)[10]
- Istocheta rohdendorfi (Borisova, 1966)[22]
- Istocheta splendens (Borisova, 1963)[10]
- Istocheta steinbergi (Borisova, 1964)[14]
- Istocheta subcinerea (Borisova, 1966)[23]
- Istocheta subrufipes (Borisova, 1964)[14]
- Istocheta torrida (Richter, 1976)[24]
- Istocheta transcaspica (Villeneuve, 1920)[25]
- Istocheta unicolor (Aldrich, 1928)[26]
- Istocheta ussuriensis (Rohdendorf, 1949)
- Istocheta zimini (Borisova, 1964)[14]